# Kanarieberg
De Kanarieberg is een helling in de Vlaamse Ardennen gelegen nabij Ronse. De Kanarieberg beklimt de zuidzijde van de Muziekberg. Op de top ligt het Muziekbos, aan de voet staat de Kapel Lorette. Iets westelijker komt de helling Fortuinberg omhoog.

## Wielrennen

### Ronde van Vlaanderen
De Kanarieberg is 9 maal beklommen (2014-2023) in de Ronde van Vlaanderen. In de periode 2014-2016 wordt ze tussen Kaperij en Oude Kwaremont (2e klim) gesitueerd. In de periode 2017-2019 is ze wederom opgenomen, nu tussen Pottelberg en Oude Kwaremont (2e klim). In 2020 ligt ze tussen Valkenberg en Oude Kwaremont (2e klim) en in 2021-2023 tussen Berg ten Houte en Oude Kwaremont (2e klim).
In 2024 deed de Ronde de Kanarieberg niet aan. Ze bleef evenwel voorzien voor Dwars door Vlaanderen die vier dagen voor de Ronde van Vlaanderen werd gereden, op 27 maart 2024. Een zware valpartij aan hoge snelheid en in de bekende afdaling naar centrum Ronse (de brede gewestweg N48) veroorzaakte veel commotie. Enkele favorieten voor de Ronde van Vlaanderen waren betrokken bij deze valpartij met name Wout van Aert, Biniam Girmay, Mads Pedersen en Jasper Stuyven. Enkele Belgische renners hadden de afzink naar de Kanarieberg dat voorjaar naar voren geschoven als "een van de gevaarlijkste afdalingen van Vlaanderen" onder wie Van Aert en Stuyven.

### Andere wielerkoersen
De helling is bekend uit Kuurne-Brussel-Kuurne, waarin ze vroeger werd gesitueerd tussen de Hoppeberg en de Oude Kruisens. Daarnaast werd ze ook beklommen in de Driedaagse van De Panne-Koksijde en Halle-Ingooigem.
In 2004 zou ze worden opgenomen in de Omloop Het Volk, de editie van dat jaar werd echter door de slechte weersomstandigheden afgelast.
In 2013 is ze opgenomen geweest in de E3 Harelbeke.
In 2014 is de helling ook onderdeel van de 5e etappe van de Eneco Tour.
In 2022, 2023 en 2024 is de helling opgenomen in Dwars door Vlaanderen.

### Recreatieve routes
De helling zit ook in de recreatieve fietsroutes LF Vlaanderenroute en LF Heuvelroute. De helling is als afdaling ook opgenomen in de blauwe lus van de recreatieve fietsroute Ronde van Vlaanderenroute.

## Externe link

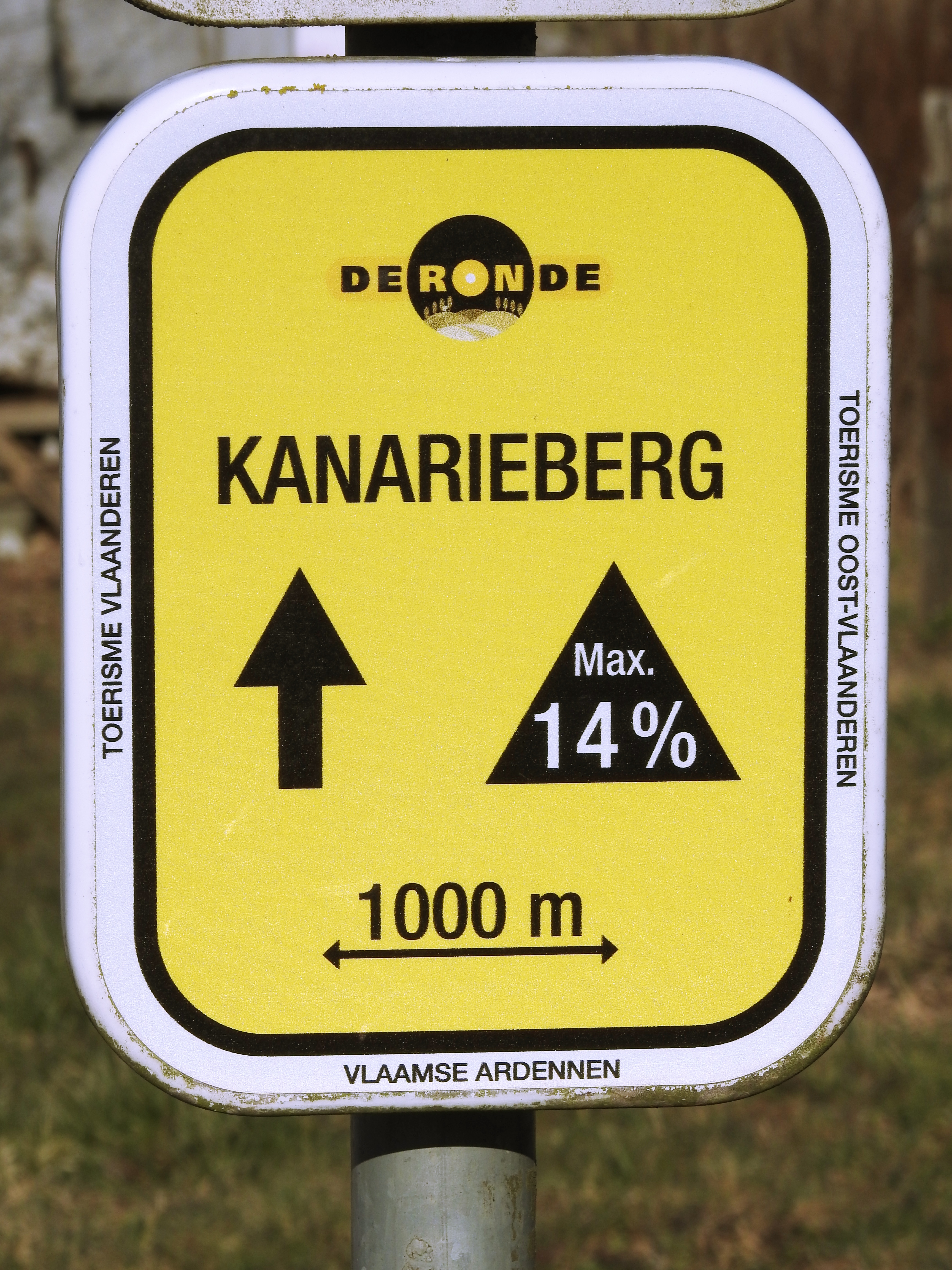
Bordje aan het begin van de beklimming